# Vincenc Hodek
Vincenc Hodek (14. listopadu 1904 Praha – 28. srpna 1977 New York) byl československý letecký konstruktér. Nepatřil do hlavního konstruktérského proudu, jako byli Pavel Beneš nebo Antonín Husník. Přesto významným způsobem ovlivnil československé poválečné letectví. Po únoru 1948 přišel o svůj podnik a slibný projekt moderního sportovního letadla, o které byl zájem i v zahraničí.
Vincenc Hodek vyvinul společně se Stanislavem Křížem na svoji dobu velmi moderní dvoumotorový dvoumístný lehký sportovní letoun Hodek HK-101. Práce na něm začaly v roce 1942 a za druhé světové války probíhaly v utajení. V letech 1945–1949 byly postaveny dva prototypy. Avšak po znárodnění firmy Továrna sportovních letadel, Vincenc Hodek, Praha-Holešovice a převedení vývoje do Aera, byly práce na slibném typu utlumeny a později zastaveny.
Firma mu byla znárodněna, byl ve vězení za pokus o překročení hranice a byl donucen s rodinou emigrovat do USA. 

## Život

### Dětství a vzdělání
Vincenc Hodek se narodil v pražských Holešovicích do rodiny stavbyvedoucího a majitele domu Vincence Hodka (*1874) a jeho manželky Žofie, rozené Berkové (*1881). Byl prostřední ze tří sourozenců. Musel se vyrovnat s odchodem otce na frontu v době první světové války i s předčasnou smrtí matky o něco později. Měl technické nadání, ale na přání otce se začal na holešovické státní reálce připravovat na kariéru úředníka. Později studium ukončil a na Smíchově vystudoval průmyslovku a složil tovaryšskou zkoušku.
Hodkovo životní směřování ovlivnil strýc z matčiny strany, který byl mechanikem. Také setkání s Augustinem Charvátem, českým stíhacím pilotem, kterého obdivoval. Létání bylo tehdy velmi moderní a chlapec s technickým nadáním se pro něj nadchl. Začal se zajímat o jemnou mechaniku a letectví. Naučil se sám anglicky, aby mohl sledovat poslední novinky z obou oborů. Jako mechanik nastoupil do pražských vojenských telegrafních dílen, kde pracoval až do nástupu na základní vojenskou službu.

### Podníkání
Od poloviny 30. let 20. století do roku 1947 v Praze podnikal, především ve výrobě leteckých přístrojů. Podnik byl v roce 1947 znárodněn.

### Rodinný život
Dne 25. února 1933 se v Praze oženil s Marií Kobliskovou (* 1909).

### Odsun a emigrace

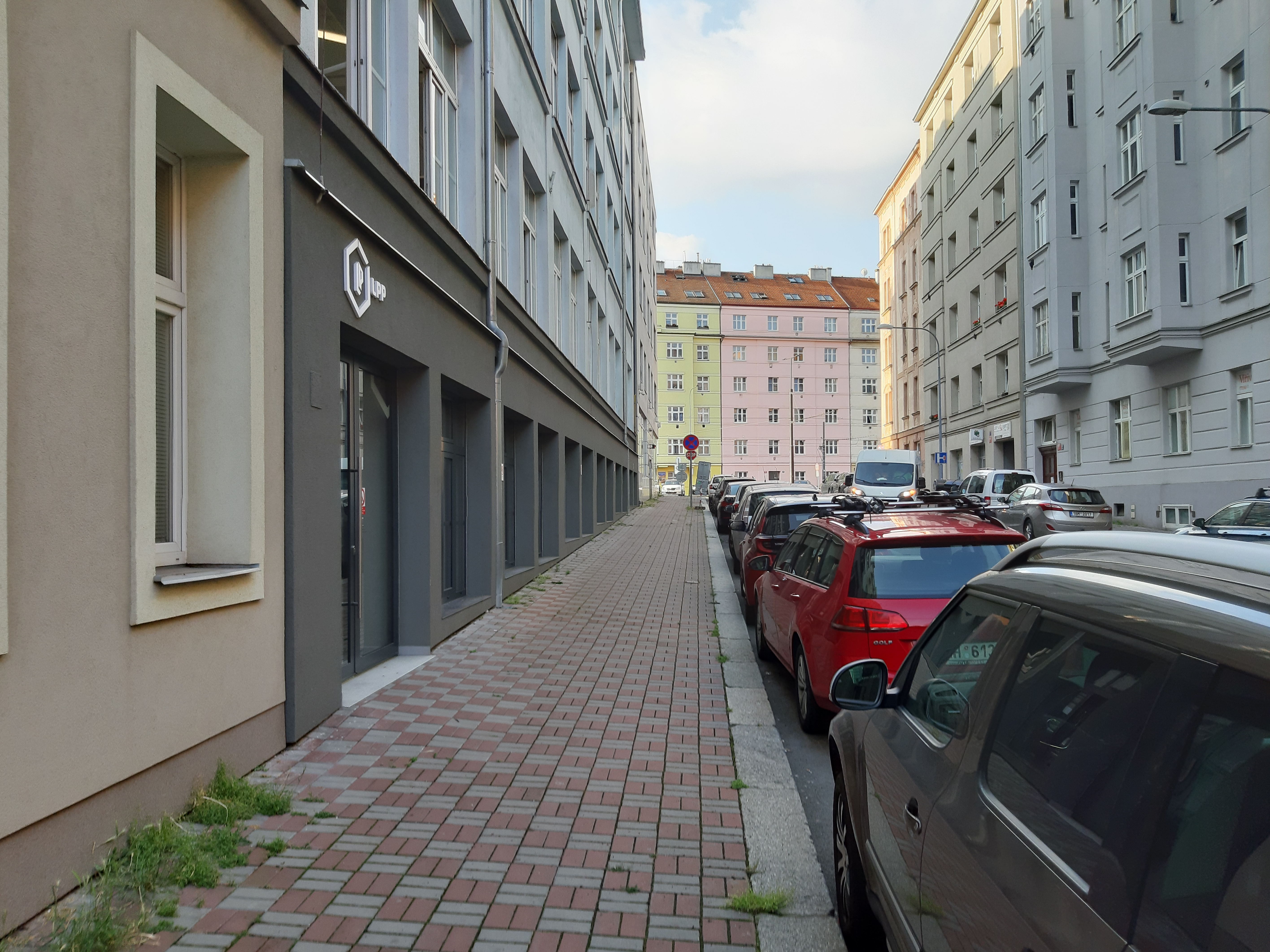
V odkazu firmy "Letecké přístroje Praha" pokračuje holding LPP (fotografie z Pražské Libně - 2023).

V roce 1947 byl Vincenc Hodek propuštěn ze zaměstnaní a snažil se uživit s malou dílnou. Události v roce 1948 mu to znemožnily. Pokusil se s rodinou o útěk do zahraničí. To se však nepodařilo, byl zatčen a vězněn na Pankráci. Propuštěn byl po přezkoumání jeho případu v květnu 1949. Živil se pak rozvážkou zboží.
V roce 1952 byl spolu s celou rodinou odsunut do pohraničí do Dolní Suché na Liberecku. Usiloval o návrat zpět a podařilo se mu přestěhování do domku nedaleko Čerčan. Komunistická šikana se však stupňovala, a proto požádal o vystěhování do USA s celou rodinou. To jim bylo povoleno, ale bez dcery, která musela zůstat.
V říjnu 1966 se usadili v New Yorku a po těžkých začátcích získal Vincenc Hodek práci v leteckém oboru. V roce 1972 dostal s manželkou americké občanství. V roce 1968 se k nim mohla nastěhovat z Československa jejich dcera Jana.
V roce 1977 se u Vincence Hodka začaly projevovat příznaky vážného onemocnění a začal hubnout. Lékaři diagnostikovali nádor slinivky břišní. Zemřel téhož roku ve svých 73 letech.

### Pilotní výcvik
Vincenc Hodek se v polovině třicátých let stal členem Aeroklubu Československé republiky a na jaře 1936 začal s výcvikem pilota. Na podzim téhož roku získal diplom a pilotní průkaz pilota turistických letadel. Později se účastnil i několika leteckých soutěží. V té době začal uvažovat o vlastním podnikání.

### Vlastní firma
Společně s otcem založil v Holešovicích autoopravnu. Měl talent a dařilo se mu. Vyráběl a vylepšoval automobilové otáčkoměry a postupně se dostal k výrobě leteckých přístrojů. Získal první objednávku na letecké přístroje přímo od ministerstva obrany a na letecké výstavě v Bruselu v roce 1939 měl už svůj stánek a získal cenné kontakty. Druhá světová válka další obchody se zahraničím zhatila.
Hodkova firma byla za války zařazena do koncernu Askania Werke a produkovala letecké přístroje pro válečný průmysl. Zároveň však někteří inženýři ilegálně projektovali prototyp moderního sportovního letadla. Vincenc Hodek spolu s Josefem Balabánem a Josefem Mašínem (dva z odbojové skupiny Tři králové) připravoval prototyp vysoce hořlavé bomby a předával spojencům zprávy o německém leteckém průmyslu.
Po válce mu udělil prezident republiky vyznamenání za odbojovou činnost. V té době se snažil vrátit k výrobě leteckých přístrojů, ale objevila se obvinění z kolaborace. Přestože se mu je podařilo vyvrátit, v roce 1947 u něj ministerstvo obrany zrušilo všechny zakázky a jeho firmu přebral národní podnik PAL. Nabídli mu pouze místo řadového zaměstnance.

### Letoun Hodek HK-101

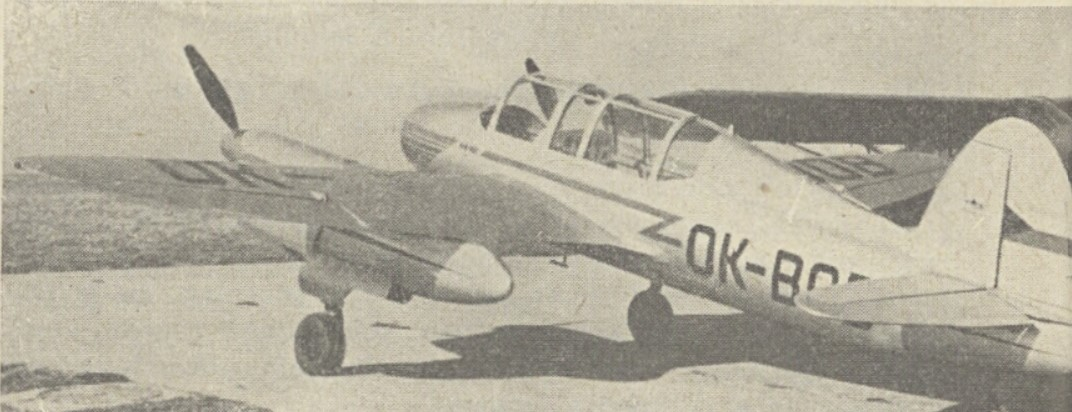
Letoun Hodek HK-101 (1947)

V květnu 1945 začal pracovat s kolegou Stanislavem Křížem na projektu nového letounu, který později dostal jméno Hodek HK-101. Označení letounu HK znamenalo dvojici Hodek-Kříž. Vznikl skutečně výjimečný letoun s rychlost 360 km/hod. Nabízelo se uplatnění při přepravě urgentních zásilek nebo pro armádu.
Na svou dobu šlo o velmi moderní konstrukci. Štíhlý dolnoplošník s celokovovou konstrukcí z kvalitního duralu byl vybaven dvojicí motorů Minor 4-III se stavitelnými vrtulemi a zatahovacím podvozkem záďového typu. Dále byl vybaven moderními přístroji většinou značky Hodek a dvěma sedačkami za sebou. V roce 1946 byl vystaven na pařížském aerosalónu ve společné expozici československých leteckých výrobců.
Letoun měl ohlas v zahraničním tisku a přihlásili se první zájemci ze zahraničí. V Aeru ve Vysočanech tak začala stavba vylepšeného druhého prototypu. Některé nedostatky (omezený výhled, chlazení motorů) se však nepodařilo odstranit a tak koncem října 1949 došlo ke zrušení celého programu.